# مايك غابرييل
مايك غابرييل (بالإنجليزية: Mike Gabriel)‏ هو مخرج ورسام رسوم متحركة أمريكي بدأ مسيرته الفنية عام 1981. اشتهر بعمله في استديوهات والت ديزني للرسوم المتحركة، وإخراجه لأفلامٍ شهيرة مثل بوكاهونتاس.

## الأعمال
- 1981: الثعلب والكلب
- 1995: بوكاهونتاس
- 2008: بولت
- 2009: الأميرة والضفدع
- 2011: ويني الدبدوب
- 2012: أسطورة مريدا
- 2012: فرانكنويني
- 2012: رالف المدمر

## وصلات خارجية
- مايك غابرييل على موقع IMDb (الإنجليزية)
- مايك غابرييل على موقع ألو سيني (الفرنسية)
- مايك غابرييل على موقع أول موفي (الإنجليزية)
- مايك غابرييل على موقع قاعدة بيانات الأفلام السويدية (السويدية)
- مايك غابرييل على موقع قاعدة بيانات الفيلم (الإنجليزية)
- مايك غابرييل على موقع كينوبويسك (الروسية)